# Talk That Talk
Talk That Talk är Rihannas sjätte studioalbum. Albumet släpptes den 18 november 2011 i Australien, Tyskland, Irland och Polen, den 21 november 2011 i Kanada, Sverige, Frankrike, USA, Storbritannien och Italien och den 23 november 2011 i Japan. Albumet släpps både i en standard edition och i deluxe edition.

## Låtlista
Standard edition
1. "You Da One" (Lukasz Gottwald, Ester Dean, John Hill, Rihanna) - 3:20
2. "Where Have You Been" (Lukasz Gottwald, Ester Dean, Calvin Harris) - 4:03
3. "We Found Love" med Calvin Harris (Calvin Harris) - 3:35
4. "Talk That Talk" med Jay-Z (Ester Dean, Jay-Z, P. Diddy) - 3:30
5. "Cockiness (Love It)" (Candice Pillay, D. Abernathy, Shondrae Crawford, Rihanna) - 2:58
6. "Birthday Cake" (Terius Nash, Marcos Palacios, Ernest Clark, Rihanna) - 1:18
7. "We All Want Love" (Ester Dean, Ernest Wilson, Steve Wyreman, Kevin Randolph) - 3:57
8. "Drunk On Love" (Mikkel S. Eriksen, Tor Erik Hermansen, Ester Dean, Traci Hale, Romy Croft, Oliver Sim, Jamie Smith, Baria Qureshi) - 3:32
9. "Roc Me Out" (Mikkel S. Eriksen, Tor Erik Hermansen, Ester Dean, Rob Swire, Gareth McGrillen) - 3:29
10. "Watch N' Lear"n (Priscilla Renea, Hit-Boy, Alja Jackson, Rihanna) - 3:31
11. "Farewell" (Ester Dean, Alexander Grant) - 4:16
Deluxe edition bonuslåtar
12. "Red Lipstick" (Terius Nash, James Hetfield, Lars Ulrich, William Kennard, Saul Milton, Rihanna) - 3:37
13. "Do Ya Thang" (Terius Nash, Rihanna) - 3:43
14. "Fool in Love" (Lukasz Gottwald, Ester Dean, Henry Walter) - 5:15
iTunes bonuslåt
15. "We Found Love (Extended Mix)" med Calvin Harris (Calvin Harris) - 5:45

## Singlar
- "We Found Love" med Calvin Harris (Släpptes 22 september 2011)
- "You Da One" (Släpptes 11 november 2011)
- "Talk That Talk" med Jay-Z (Släpptes 17 januari 2012)
- "Where Have You Been" (Släpptes 8 maj 2012)